# Bayerischer Krieg (1459–1463)
Der Bayerische Krieg von 1459 bis 1463, auch als Fürstenkrieg bezeichnet, war eine Folge der Expansionsbestrebungen der Fürstentümer, dabei stand Markgraf Albrecht Achilles aus dem Hause der Hohenzollern, der zu diesem Zeitpunkt bereits die Fürstentümer Brandenburg-Kulmbach und Brandenburg-Ansbach in seiner Hand vereinte, Ludwig dem Reichen als Herzog von Bayern-Landshut aus dem Hause der Wittelsbacher gegenüber.

## Ausgangslage
Albrecht Achilles versuchte, auf dem Wege der Ausweitung seiner Gerichtsbarkeit seinen Einfluss auf die benachbarten Gebiete auszudehnen. Aus diesem Grund unternahm er den Vorstoß, sein burggräfliches Landgericht zum Reichsgericht zu erheben. So forcierte er seinen Anspruch auf unbegrenzte Zuständigkeit des ihm unterstehenden Kaiserlichen Landgerichts Nürnberg für das ganze Reich und beanspruchte, stellvertretend für den Kaiser als obersten Richter, Prozesse aus allen Regionen an sich ziehen zu können.
Dies hätte zur Folge gehabt, dass er die Rechtsprechung der benachbarten Fürstentümer hätte beeinflussen können und als übergeordnetes Gericht Entscheidungen dann untergeordneter Gerichte außer Kraft setzen können. Hinter den Bestrebungen Albrecht Achilles’ stand zudem als Idee die Wiedererrichtung des Herzogtums Franken; verbunden mit der Herzogswürde blieb dieser Gedanke auch im Hochstift Würzburg lange wach, ohne jemals wieder Wirklichkeit zu werden.
Ludwig der Reiche hatte kurz zuvor durch Einverleibung des erledigten Herzogtums Bayern-Ingolstadt erheblich an Bedeutung gewonnen.

## Bündnisse
Albrecht Achilles verstand es, seine eigenen Interessen dem Habsburger Kaiser Friedrich III. als Reichsinteressen glaubhaft zu machen. Nachdem Ludwig der Reiche mit der Einnahme des erst vor kurzem zur Reichsstadt erhobenen Donauwörth im Oktober 1458 den Auslöser des Krieges lieferte, beauftragte der Kaiser Albrecht Achilles mit dem Vollzug der über Ludwig den Reichen verhängten Reichsacht.
Aufgrund der unterschiedlichen Interessenlagen griff der Konflikt auf den süd- und mitteldeutschen Raum aus, und beide Lager erhielten Zustrom weiterer Fürsten, auch der böhmische König Georg von Podiebrad ergriff Partei.
Auf der Seite des Albrecht Achilles standen als vom Kaiser eingesetzte Reichshauptleute Karl von Baden und Ulrich von Württemberg. Weitere Bündnispartner waren sein Bruder, der brandenburgische Kurfürst Friedrich, Kurmainz, Herzog Wilhelm von Sachsen und Landgraf Ludwig von Hessen. Auf der Seite von Ludwig dem Reichen standen der pfälzische Kurfürst Friedrich der Siegreiche aus dem Hause Wittelsbach, der Pfalzgraf Otto von Mosbach und die beiden Fürstbischöfe Johann III. von Grumbach von Würzburg und Philipp von Henneberg von Bamberg. Während die Bischöfe keine entscheidende Unterstützung einbrachten und das Zweckbündnis auch nicht von Dauer zu bleiben versprach, schaltete sich im Laufe des Krieges der böhmische König Georg von Podiebrad auf der Seite Ludwigs in die Kampfhandlungen ein.

## Kriegsverlauf

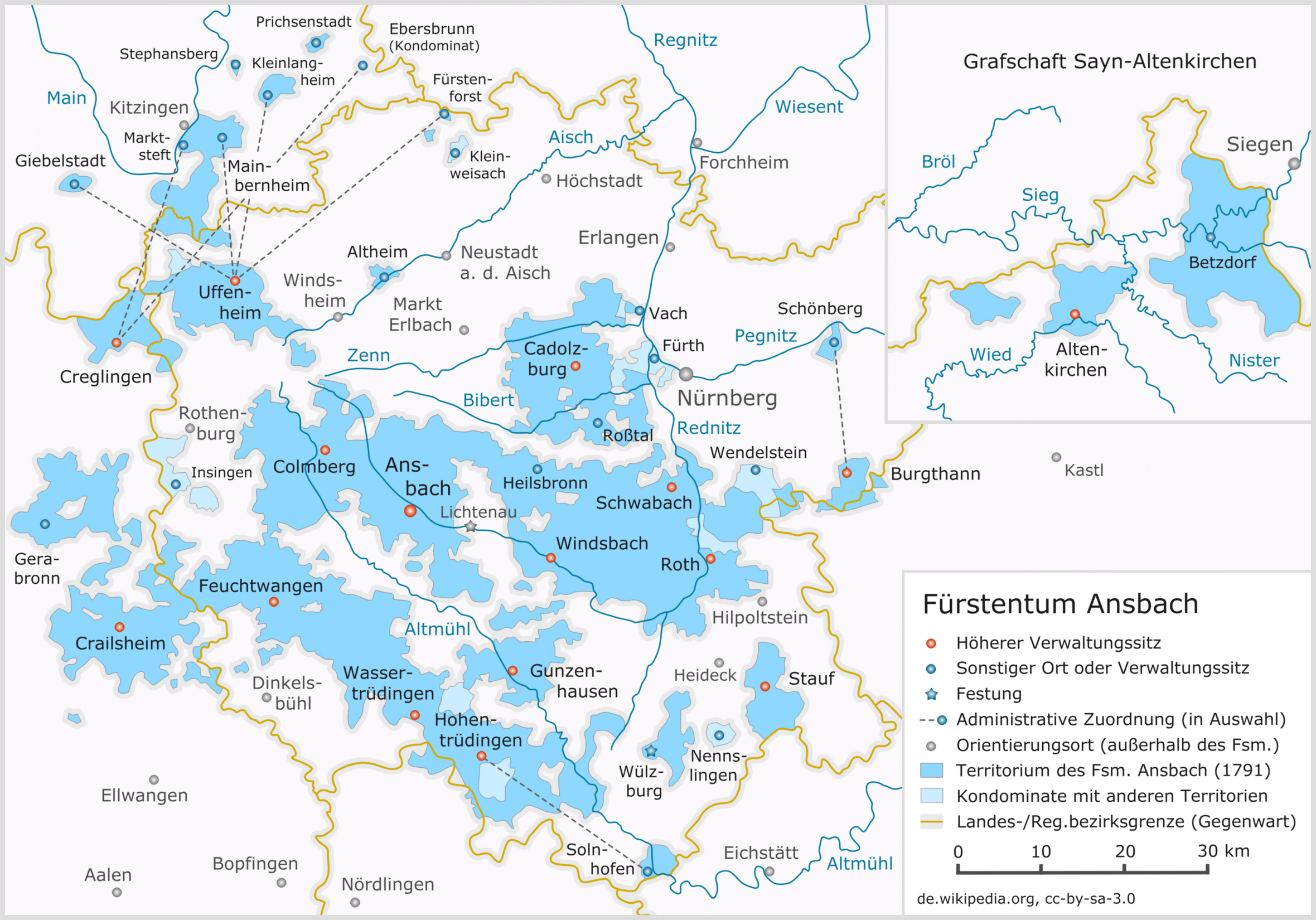
Territorien des Fürstentums Ansbach

Im März 1460 brach der nach den herkömmlichen Formen einer Fehde geführte bewaffnete Konflikt offen aus. Als Graf Ulrich V. von Württemberg (reg. 1433–1480) und Pfalzgraf Ludwig von Pfalz-Zweibrücken die Kurpfalz attackierten, stellte Ludwig der Reiche sich auf die Seite des Kurfürsten Friedrich von der Pfalz und fiel gleichzeitig in das hohenzollerische Franken ein, das mit dem Grafen von Württemberg und Pfalz-Zweibrücken verbündet war. Zunächst schien der Konflikt bereits 1460 ein rasches Ende gefunden zu haben: Ludwig der Reiche war weit in das Land von Albrecht Achilles eingefallen und dieser musste die Gebietsabtretung in der sogenannten Rother Richtung vom 24./25. Juni 1460 akzeptieren und auf die Rechte der Vorladung bayerischer Untertanen vor sein Landgericht verzichten; zwischen diesem und dem Würzburger Landgericht wurde eine genaue Zuständigkeitsgrenze festgelegt. Doch 1461 sah er, nicht zuletzt aufgrund seiner ihm zur Seite stehenden Bündnispartner, die Möglichkeit, sich dieser Abmachung zu entledigen. Tatsächlich war aber Ludwig der Reiche militärisch so stark, dass er weiteres Gelände des Markgraftums besetzen konnte.
Mit den vereinigten Truppenkontingenten fiel er ins markgräfliche Unterland ein. Innerhalb weniger Wochen eroberte er die Städte Langenzenn (Landkreis Fürth), Markt Erlbach, Uffenheim (beide Landkreis Neustadt an der Aisch), Creglingen (Main-Tauber-Kreis, Baden-Württemberg) und Albrechts Nebenresidenz Neustadt an der Aisch. Hinzu kamen diverse Schlösser. Zu diesem Zeitpunkt, also im September/Oktober 1461, war Markgraf Albrechts Herrschaft so stark bedroht wie noch nie zuvor. Doch er behielt die Nerven, ging einem unmittelbaren Zusammentreffen mit seinen Widersachern aus dem Weg und wartete bei Schwabach die weitere Entwicklung ab.
Durch Intervention des Kaisers nahm der böhmische König eine vermittelnde Rolle ein und es gelang, in Prag einen Waffenstillstand auszuhandeln.
Auch das Hochstift Eichstätt unter Fürstbischof Johann III. von Eych blieb von den Auseinandersetzungen seiner Nachbarn nicht verschont. Ludwig der Reiche griff 1460 Eichstätt und in den Folgejahren weitere Städte an und zerstörte sie teils völlig.
Die beiden entscheidenden Schlachten im Verlauf des Krieges waren die Schlacht bei Seckenheim im Juni 1462, in der Ludwigs Verbündeter Friedrich der Siegreiche die Reichshauptleute Karl von Baden und Ulrich von Württemberg gefangen nehmen konnte und die Schlacht bei Giengen (Giengen an der Brenz), die Ludwig der Reiche gewann.

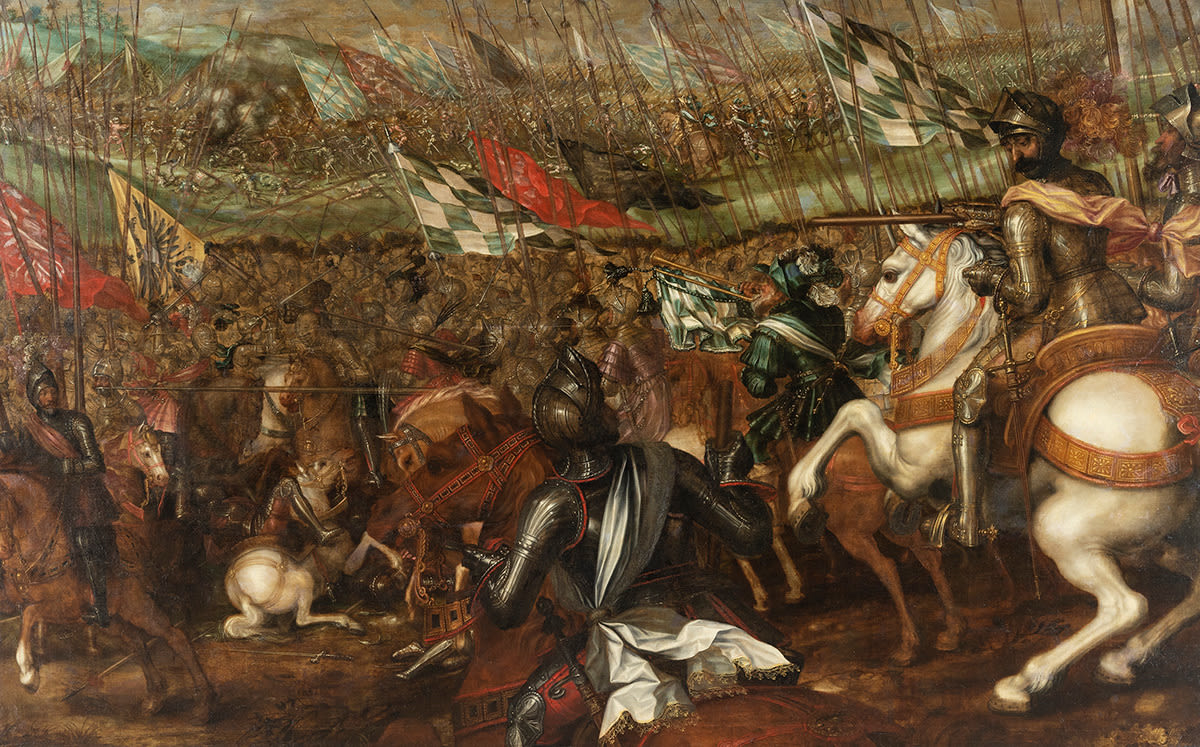
Herzog Ludwig des Reichen Sieg bei Giengen (1462)
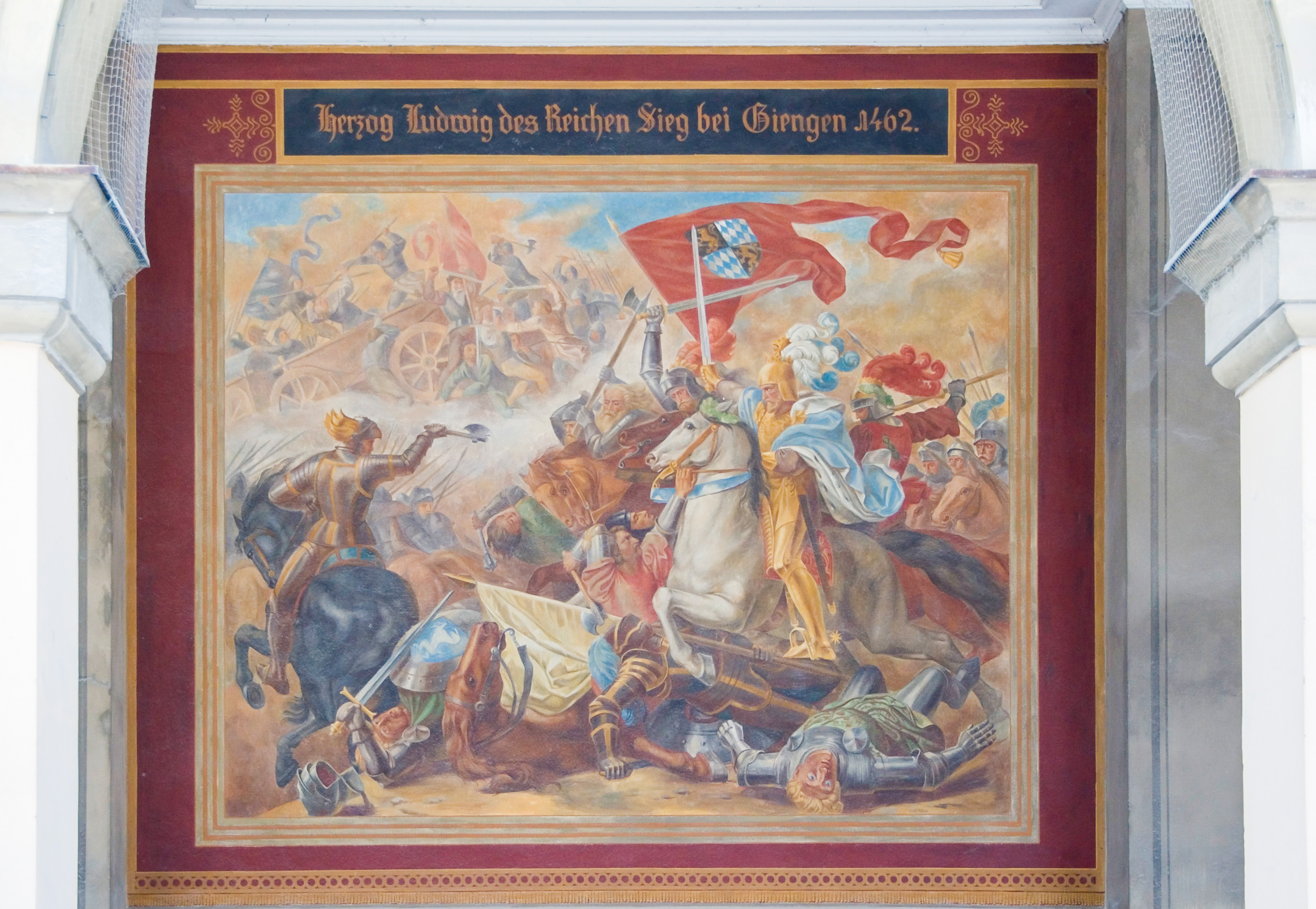
Ludwig in der Schlacht bei Giengen an der Brenz

## Friedensbemühungen
Nun musste sich der Markgraf nunmehr wohl oder übel auf die seit längerem unternommenen Vermittlungsbemühungen des Augsburger Bischofs Peter von Schaumberg (reg. 1424–1469) und eines päpstlichen Legaten einlassen. Diese führten allerdings im August 1462 nur zu einem einjährigen Waffenstillstand.
Nach weiteren gescheiterten Schiedstagen trat dann im Juli 1463 unter der Leitung von Georg Podiebrad in Prag ein Friedenskongress zusammen. Mit dieser Initiative hoffte der utraquistische Böhmenkönig den ihm vom Papst angedrohten Kirchenbann abwehren zu können. Nach komplizierten Verhandlungen kam am 22./23. August ein aus mehreren Einzelabkommen bestehender Friedensschluss zustande.
Man einigte sich schließlich im Frieden von Prag von 1463 auf einen Vergleich: Ludwig der Reiche zog sich aus den besetzten Gebieten zurück und Albrecht Achilles verzichtete auf seinen Anspruch auf die Reichsgerichtsbarkeit.
Die Ereignisse des Krieges und die geschlossenen Bündnisse sind mit anderen Auseinandersetzungen verflochten, z. B. der Mainzer Stiftsfehde.

### Situation im Sechsämterland 1462
Eine Streitmacht von Truppen aus Böhmen und Eger war 1462 in das Sechsämterland eingefallen und hatte erhebliche Schäden durch Zerstörungen und Plünderungen angerichtet. Der Amtmann Friedrich von Dobeneck auf der Burg Thierstein zündete das Dorf Thierstein an, um zu verhindern, dass sich gegnerische Truppen darin verschanzten. Da er die Dorfbewohner in die Burg aufnahm, konnte er aufgrund der Versorgungslage aber nur kurz widerstehen, ebenso wurde auch die Burg Hohenberg übergeben. Noch im Frühjahr 1462 brannten böhmische Truppen Weißenstadt nieder. Einer Gründungssage zufolge gelobte Friedrich von Sparneck die Gründung eines Klosters in Sparneck, sollte er von den Kriegswirren verschont bleiben. Am Katharinenberg bei Wunsiedel gelang es Jobst von Schirnding, die Böhmen nach ihrer erfolglosen sechswöchigen Belagerung der Stadt zurückzuschlagen. Die Kirche auf dem Katharinenberg ist seitdem eine Ruine. Der Rückzug gelang aber nicht aufgrund militärischer Stärke – die böhmischen Truppen waren weit überlegen –, sondern aufgrund von Differenzen zwischen den Partnern Eger und Böhmen und aufbrechenden inneren Konflikten im böhmischen Raum. Der Rückzug der Böhmen geschah nicht ohne Verwüstungen von Dörfern im Einzugsbereich der Stadt Eger. Lokale Quellen sprechen von einer „längeren“ und einer „näheren Hussenrais“ und stellen damit eine Verbindung zu den Hussitenkriegen her. Die Ereignisse haben sich in der Lokalbevölkerung auch im Wunsiedler Siegeslied überliefert.